# Alice Nesti
Alice Nesti (Pistoya, 18 de julio de 1989) es una deportista italiana que compitió en natación, especialista en el estilo libre.
Ganó una medalla de oro en el Campeonato Europeo de Natación de 2012, en la prueba de 4 × 200 m libre. Participó en los Juegos Olímpicos de Londres 2012, ocupando el séptimo lugar en la misma prueba.

## Palmarés internacional
| Campeonato Europeo | Campeonato Europeo | Campeonato Europeo | Campeonato Europeo |
| Año                | Lugar              | Medalla            | Prueba             |
| ------------------ | ------------------ | ------------------ | ------------------ |
| 2012               | Debrecen (Hungría) | Medalla de oro     | 4 × 200 m libre    |